# Cimarrón uruguayo
Cimarrón uruguayo är en hundras från Uruguay. Den har mycket gemensamt med andra iberiska molosserhundar som också använts som boskapshundar, till exempel cão fila de são miguel från Azorerna. Hundtypen anses ha uppstått genom naturligt urval inom ett geografiskt begränsat område bland hundar som conquistadorerna lämnat efter sig, rasnamnet cimarrón syftar på vildhund. Under tidigt 1900-tal levde de i stora flockar som utgjorde fara för både människor och boskap. I städerna sköts de av, medan farmägare tog vara på hundarna och använde dem för vallning av nötboskap. 1969 visades cimarrón uruguayo på hundutställning första gången och en medveten avel inleddes. 1989 blev den nationellt erkänd av kennelklubben i Uruguay.